# مصطفى فارس (سياسي)
مصطفى فارس (ولد في 17 ديسمبر 1933، الدار البيضاء، - 31 يناير 2023، الرباط،) هو سياسي، ومصرفي ومؤلف مغربي.

## السيرة الذاتية
ولد في 17 ديسمبر 1933 في الدار البيضاء، وتخرج من المدرسة الوطنية للجسور عام 1959، وشغل منصب الرئيس التنفيذي لشركة البنك المغربي للتجارة والصناعة في عام 1994، وشغل منصب رئيس البنك الوطني للتنمية الاقتصادية لمدة 15 عاماً. كما شغل العديد من المناصب في المؤسسات المالية الهامة مثل بنك المغرب، وشغل منصب وزير التخطيط والتنمية في حكومة بنهيمة، ومنصب وزير المالية حكومة العمراني الثانية وزير الزراعة والإصلاح الزراعي، ووزير خارجية بالإنابة في حكومة عثمان الثانية. أصيب بالرصاص خلال محاولة انقلاب أوفقير.

## جوائز
- حاصل على وسام علوي من رتبة فارس.
- حاصل على وسام جوقة الشرف الوطني من رتبة قائد.
- حاصل على وسام الاستحقاق المدني الإسباني.
- حاصل على نيشان الاستحقاق الروماني.[13]